# Rialto (Kalifornien)
Rialto ist eine Stadt im San Bernardino County im US-Bundesstaat Kalifornien, mit rund 104.026 Einwohnern (Stand Volkszählung 2020). Das Stadtgebiet umfasst eine Fläche von insgesamt 56,7 Quadratkilometern.
Bekanntheit erlangte die Stadt durch den Interstate 210, die hier regelmäßig als Drehort für Hollywoodproduktionen genutzt wird. Außerdem haben aufgrund der günstigen Verkehrslage (Straße, Schiene, Luft) hier mehrere US-Handelsketten regionale Verteilerzentren eingerichtet, bspw. Staples, Toys"R"us, FedEx und Target Corporation.

## Demographie
Nach der im Jahr 2010 erhobenen Volkszählung hatte Rialto 99.171 Einwohner. Im Vergleich zum Jahr 2000 war dies ein Anstieg von über 7.000, als noch rund 91.800 Personen in der Stadt lebten. Die Mehrheit der Bevölkerung sind hispanischstämmige Amerikaner beziehungsweise Einwanderer aus lateinamerikanischen Staaten. Diese auch als Latinos bekannte Bevölkerungsgruppe repräsentiert mehr als die Hälfte der Bevölkerung Rialtos. Der Anteil an hispanischstämmigen Bürgern ist im gesamten Süden Kaliforniens überdurchschnittlich. Weiße Amerikaner sind die zweitgrößte ethnische Gruppe mit einem Anteil von etwa 30 Prozent. Afroamerikaner stellen 16 Prozent der Stadtbewohner und sind damit für kalifornische Verhältnisse stark vertreten. Asiaten und alle weiteren Bevölkerungsgruppen bilden eine Minderheit. Die Anzahl der Haushalte in der Stadt betrug gemäß der Volkszählung 2010 rund 25.200. Auf 100 Frauen kamen demnach 94,7 Männer während das Medianalter bei 26 Jahren lag.

## Söhne und Töchter der Stadt
- George Connor (1906–2001), Autorennfahrer
- Jamaal Williams (* 1995), Footballspieler